# Les Trois Châteaux
Les Trois Châteaux – gmina we Francji, w regionie Burgundia-Franche-Comté, w departamencie Jura. W 2013 roku liczba ludności na terenie obecnej gminy wynosiła 605 mieszkańców.
Gmina została utworzona 1 kwietnia 2016 roku z połączenia trzech wcześniejszych gmin: L’Aubépin, Chazelles oraz Nanc-lès-Saint-Amour. Siedzibą gminy została miejscowość Nanc-lès-Saint-Amour. Dnia 1 stycznia 2019 roku nastąpiły kolejne zmiany administracyjne. Do Les Trois Châteaux włączono ówczesną gminę Saint-Jean-d'Étreux. Siedzibą gminy pozostała miejscowość Nanc-lès-Saint-Amour. 